# برت اوروت
 برت اوروت (انگلیسی: Burt Ovrut) یک فیزیک‌دان در زمینه فیزیک نظری و نظریه ابرریسمان اهل ایالات متحده آمریکا است.